# Henrik 2. af Jerusalem
Henrik 2. (juni 1270 – 31. august 1324) var den sidste kronede konge af Jerusalem (efter Akkos fald den 28. maj 1291 mistede denne titel sin gyldighed) og regerede også som konge af Cypern. Han var af Huset Lusignan.
Han var den næstældste overlevende søn af Hugo 3. og efterfulgte sin bror Johan 1. den 20. maj 1285. Der var en vis mistanke om, at Henrik havde været involveret i forgiftning af Johan. Han blev kronet i Hagia Sophia Katedralen, Nicosia, den 24. juni 1285. Karl af Anjou, der anfægtede Johans krav på tronen, var død i 1285, hvilket gjorde det muligt for Henrik at genvinde Akko fra Angevinerne. Med en flåde angreb Henrik Akko, forsvaret af Karls bailiff Hugh Pelerin, og byen blev indtaget den 29. juli 1286. Henrik fik kronet sig selv som konge af Jerusalem der den 15. august 1286, men vendte tilbage til Cypern og udnævnte sin onkel Filip af Ibelin som bailiff i sit fravær. På dette tidspunkt var Akko en af de få kystbyer, der var tilbage i restenerne af Kongeriget Jerusalem. I hans regeringstid erobrede mamelukkerne Tyrus, Beirut og resten af byerne og ødelagde det tilsvarende svækkede Grevskabet Tripoli i 1289. Den sidste belejring af Akko begyndte den 5. april 1291 med Henrik til stede i byen. Han flygtede til Cypern med de fleste af sine adelige, og byen faldt til Khalil den 28. maj.
Henrik fortsatte med at herske som konge af Cypern og fortsatte med også at gøre krav på Kongeriget Jerusalem og gjorde ofte planer for at genvinde det tidligere territorium på fastlandet. Han forsøgte en koordineret militæroperation i 1299/1300 med Ghazan, den mongolske Ilkhan af Persien, da Ghazan invaderede Mamelukkernes terriotorie i 1299. Han forsøgte at stoppe genuesiske skibe fra at handle med Mamelukkerne i håb om at svække dem økonomisk, og han skrev to gange til pave Clemens 5. og bad om et nyt korstog. Hans regeringstid på Cypern var velstående og rig, og han var meget involveret i kongerigets retssystemt og administration. Han fik Haute Cour til at føre skriftlige optegnelser for første gang (på italiensk eller fransk snarere end latin) og udvidede rådets rolle fra et feudalt rådgivende organ til en ægte domstol, der var ansvarlig for at retsforfølge og straffe kriminelle. Cypern var imidlertid ikke i stand til at opfylde hans sande ambition, generobringen af Det hellige land. 
Han led af epilepsi, som til tider gjorde ham uarbejdsdygtig, og hans adel var utilfreds med ham. Han fik sin bror Guy, Cyperns konstabel, dræbt i 1303 for at have sammensværget mod ham. I 1306 konspirerede hans bror Amalrik, prinsen af Tyrus, Jerusalems konstabel sammen med tempelridderne om at fjerne ham fra magten. Amalrik tog dog imidlertid titlen som guvernør og regent af Cypern snarere end som konge. Henrik blev afsat den 26. april 1306 og forvist til Armenien, hvis konge, Oshin, var Amalriks svoger. Efter mordet på Amalrik i 1310 frigav Oshin imidlertid Henrik, der vendte tilbage til Cypern og generobrede sin trone ved hjælp af johanniterne den 26. august 1310 og fængslede mange af Amalriks medsammensvorne, herunder deres bror, konstablen Aimery, svoger Balian 2. af Ibelin, prins af Galilæa, og andre af Balians slægtninge. I 1313 overså han opløsningen af tempelordenen på Cypern og overførslen af deres ejendomme til Johanniterordenen.
Han giftede sig med Konstance af Sicilien (1303/1307 – på Cypern efter den 19. juni 1344), datter af Frederik 2. af Sicilien og Eleonora af Anjou i Hagia Sophia Katedralen, Nicosia, den 16. oktober 1317, men de fik ingen børn. Hun blev senere gift med Leo 5. af Armenien og Johan af Lusignan, titulær prins af Antiokia.
Henrik døde den 31. august 1324 i sin villa i Strovolos, nær Nicosia, blev begravet i den franciskanske kirke i Nicosia og blev efterfulgt af sin nevø Hugo 4.